# Enicosoma vespertinum
Enicosoma vespertinum är en skalbaggsart som beskrevs av Lewis 1904. Enicosoma vespertinum ingår i släktet Enicosoma och familjen stumpbaggar. Inga underarter finns listade i Catalogue of Life.